# Stitched Up Heart
Gli Stitched Up Heart sono un gruppo musicale rock statunitense, formatosi nel 2010 a Los Angeles.
La band è attualmente composta da Alecia 'Mixi' Demner, James Decker, Merritt Goodwin e Randy Mathias.

## Carriera

### Formazione,Stitched Up HearteEscape the Nightmare(2010-2015)
Nel 2010 la cantante Alecia 'Mixi' Demner ha formato la band reclutando i chitarristi Mikey Alfero e Nikki Misery, attualmente chitarrista per la band New Years Day, il bassista David DiSarro e il batterista Andrew Carroll.
Il gruppo, il 22 novembre 2010 pubblica il loro EP di debutto Stitched Up Heart per poi pubblicarne un secondo, Escape the Nightmare nel 2011.
Dopo queste pubblicazioni Mikey Alfero, Nikki Misery e Andrew Carroll hanno lasciato la band per essere sostituiti dai chitarristi Merritt Goodwin e Nicky Warman. Anche il batterista è stato sostituito, da James Decker.
Dal 2012 la band subisce svariate sostituzioni di componenti per arrivare alla attuale formazione.

### Contratto discografico eNever Alone(2015-2017)
Nel 2015, dopo anni passati ad esibirsi in svariati pub locali, vengono messi sotto contratto con l'etichetta discografica Century Media Records.
Viene poi pubblicato il singolo Finally Free che si posiziona bene sulla classifica America's Active Rock Radio Chart. Dopo altri due singoli, Monster e Event Horizon viene pubblicato il primo album in studio, Never Alone che debutta alla decima posizione sulla classifica Billboard Heatseeker e Hard Rock.

### Darkness(2017-presente)
Nel 2019 la band pubblica il primo singolo, Lost in collaborazione con Sully Erna della band Godmsack, estratto dall'album in studio Darkness, poi pubblicato il 13 marzo 2020.
Vengono estratti altri due singoli da tale album, Darkness e Problems.

## Formazione

### Formazione attuale
- Alecia 'Mixi' Demner – voce (2010–presente)
- James Decker – batteria, cori (2012–presente)
- Merritt Goodwin – chitarra (2012–presente)
- Randy Mathias – basso, cori (2014–presente)

### Ex componenti
- Mikey Alfero – chitarra (2010–2011)
- David DiSarro – basso (2010–2012)
- Andrew Carroll – batteria (2010–2011)
- Dorian Dolore – chitarra(2015–2016)
- Nikki Misery – chitarra (2010–2011)
- Nicky Warman – chitarra (2012)
- Luke Man  – chitarra (2013)
- Grant Webb – chitarra (2012–2013)
- Nick Bedrosian – chitarra, cori (2016–2019)

## Discografia

### Album in studio
- 2016 – Never Alone
- 2020 – Darkness

### EP
- 2010 – Stitched Up Heart
- 2011 – Escape the Nightmare
- 2014 – Skeleton Key

### Singoli
- 2015 – Finally Free
- 2016 – Monster
- 2016 – Catch Me When I Fall
- 2019 – Lost
- 2019 – Darkness
- 2019 – Problems